# Marshall Islands Soccer Federation
Die Marshall Islands Soccer Federation (kurz: MISF) ist der nationale Fußballverband der Marshallinseln. Er wurde im Jahr 2020 gegründet und ist nicht Mitglied der OFC, der AFC oder der FIFA.

## Geschichte
Der Verband wurde im Jahr 2020 gegründet, mit dem Ziel den Fußball im Land zu etablieren, da es zuvor noch keine nennenswerten Aktivitäten in diesem Bereich in dem Land gab.
Als Nationalstadion soll das Majuro Track and Field Stadium genutzt werden, dessen Baubeginn im Jahr 2019 war und zu den Mikronesienspiele 2024 fertiggestellt wurde.
Im Dezember 2022 wurde bekannt gegeben, dass der Verband einen ersten Technischen Direktor, den Briten Lloyd Owens, angestellt hat. Er ist Inhaber einer UEFA-Trainer-Lizenz und soll für den Strukturaufbau inklusive der Jugendmannschaft bis zur Nationalmannschaft zuständig sein.
Am 16. März 2023 wurde die britische Marke PlayerLayer als offizieller Ausrüster der Nationalmannschaft bekannt gegeben.
Das erste Länderspiel fand am 14. August 2025 gegen die Amerikanischen Jungferninseln statt und endete mit einer 0:4-Niederlage.